# 张耀 (北朝)
张耀（503年—565年）或作张曜，字灵光，北魏末年、东魏、北齐政治人物。上谷郡昌平县（今北京市昌平区南）人。晋州长史張鳳之子。
初任給事中，转任司徒水曹行参軍。531年，高欢在信都起兵，張耀担任中軍大都督韓軌属下府長史。韓軌任瀛冀二州刺史，張耀担任韓軌属下諮議参軍。後韓軌被御史弹劾，州府同僚、韓軌左右百馀人都被检举受贿，只有張耀無罪赦免，以清廉被人称赞。高欢于是召为丞相府仓曹。
549年，高洋继承高澄，张耀转任相府掾。550年，高洋建立北齐，即位为齐文宣帝，張耀赐爵都亭乡男，摄仓、库二曹事。转任秘書丞、尚書右丞。文宣帝出城夜，張耀留守城内。文宣帝夜中归来，張耀没有马上開門，让兵士严加警備。文宣帝在門外等了很久，催迫很急。張耀以夜深，真伪难辩，以火照出面目，確認后才開門，他出城与文宣帝相见。文宣帝笑道：「卿想要学郅君章吗」。文宣帝在張耀之後让他开門而入，随后褒美張耀。出为南青州刺史，未赴任。560年，高演担任丞相，張耀被升任为秘書監。
張耀历事北齐诸帝，勤慎廉洁，未尝有过。每得禄俸，散与宗族，自身节俭朴素。好读《春秋》，钻研《春秋左氏传》，时人比为賈梁道。565年，齐武成帝朝議，張耀上奏时，突然发病在御前仆倒。武成帝下座呼叫，張耀不应。武成帝哭道：「岂失我良臣也」。十日后去世。享年六十三岁。追赠開府儀同三司、尚書右僕射、燕州刺史。諡貞簡。